# Johann Jakob Bodmer
Johann Jakob Bodmer (Greifensee, 19 luglio 1698 – Schönenberg, 2 gennaio 1783) è stato uno scrittore e letterato svizzero.

## Biografia
Figlio del pastore protestante Hans Jakob e di Esther Orell, dopo aver frequentato la scuola latina e il collegio Carolinum di Zurigo, in un primo tempo unì i suoi interessi letterari e storici all'attività del commercio della seta. Da giovane si recò spesso in Italia e in Francia.
Nel 1720 conobbe Johann Jakob Breitinger con il quale fondò la Società dei pittori, nel 1721 la rivista Die Discourse der Mahlern - che, chiusa nel 1723, proseguì nel 1746 come Der Mahler der Sitten - e la Società di storia nel 1727. 
I loro scritti, critici nei confronti della Scuola di Lipsia di Johann Christoph Gottsched, esaltarono l'elemento del meraviglioso e del fantastico in letteratura a scapito delle norme della scuola francese. Nella storia dell'estetica, Bodmer evidenziò una notevole influenza da parte di Pietro Calepio e di Joseph Addison, propendendo per l'importanza della immaginazione e dell'atto creativo pur nel rispetto delle regole classiche e dell'ispirazione a modelli precedenti.
Bodmer frequentò Friedrich Gottlieb Klopstock, Christoph Martin Wieland, Heinrich von Kleist, Johann Wolfgang Goethe, Johann Heinrich Tischbein il Vecchio e Wilhelm Heinse. 
Dal 1725 insegnò come supplente nel Carolinum, dove dal 1731 al 1775 ottenne la cattedra di storia svizzera. Nel 1734, con il nipote Konrad Orell e con Konrad von Wyss fondò la casa editrice Orell & C. e nel 1747 entrò a far parte del Gran Consiglio di Zurigo. 
Scrisse una decina di poemi epici a sfondo religioso, una cinquantina di drammi patriottici, tradusse i poemi omerici, il Paradiso Perduto di John Milton e varie ballate nordiche, fece pubblicare nel ruolo di editore  il Nibelungen e il Minnesinger (1758-1759). 
Il suo impegno culturale lo pose a metà strada, con compiti di mediazione, tra la letteratura francese declinante e il ritorno della passione per le letterature antiche e medioevali, tra il cattolicesimo ed il protestantesimo, tra razionalismo e fantasia.

## Opere
- Dell'influsso e dell'uso dell'immaginazione, 1727
- Biblioteca svizzera, 1735
- Carteggio sulla natura del gusto poetico, 1736
- Trattato critico sul meraviglioso nella poesia, 1740
- Considerazioni critiche sulla poetica degli scrittori, 1741
- Lettere critiche, 1746
- Noachide, poema in 12 canti, 1752